# Opopaea alje
Espèce
Opopaea alje est une espèce d'araignées aranéomorphes de la famille des Oonopidae.

## Distribution
Cette espèce est endémique de Tanzanie.

## Description
Le mâle holotype mesure 1,79 mm

## Publication originale
- Saaristo & Marusik, 2008 : A survey of African Opopaea Simon, 1891 (Arachnida, Aranei, Oonopidae). Arthropoda Selecta, vol. 17, no 1/2, p. 17-53 (texte intégral).